# Primorskij (obwód samarski)
Primorskij (ros. Приморский) – osiedle w Rosji, w obwodzie samarskim, w rejonie stawropolskim. W 2021 liczyło 2637 mieszkańców.